# اريك ويلسون
اريك ويلسون (بالإنجليزية: Eric Wilson)‏ هو موسيقي أمريكي، ولد في 21 فبراير 1970.

## وصلات خارجية
- اريك ويلسون على موقع IMDb (الإنجليزية)
- اريك ويلسون على موقع ميوزك برينز (الإنجليزية)
- اريك ويلسون على موقع أول ميوزيك (الإنجليزية)
- اريك ويلسون على موقع ديسكوغز (الإنجليزية)
- اريك ويلسون على موقع قاعدة بيانات الفيلم (الإنجليزية)